# Filolao
Filolao (también llamado Filolao de Tarento o Filolao de Crotona), (en griego: Φιλόλαος, Filólaos) (ca años 470 a. C. – ca. años 380 a. C.) fue un filósofo griego pitagórico presocrático, matemático, astrónomo, político, teórico de la música y escritor.
Consideró que toda la materia está compuesta de cosas limitadas e ilimitadas vinculadas por la armonía,  y que el universo está determinado por números. Se le atribuye haber originado la hipótesis de que la Tierra no era el centro del Universo, teoría comprendida en el sistema astronómico pitagórico.

## Vida
Era natural de la Magna Grecia, antigua región el sur de Italia con numerosas colonias griegas. No se sabe con seguridad de que colonia era originario: Crotona, Tarento o Metaponto.
Filolao perteneció a la Escuela pitagórica, establecida en Crotona, siendo discípulo de Pitágoras y probablemente de Aresas. En Tebas fue maestro de Simmias y Cebes, que después se convertirían en discípulos de Sócrates.
Diogenes Laercio señala, citando un epigrama de su época, que habría sido muerto por la rebelión de los crotoniatas, que habrían sospechado que Filolao preparaba la instalación de una tiranía en la ciudad.

## Filosofía

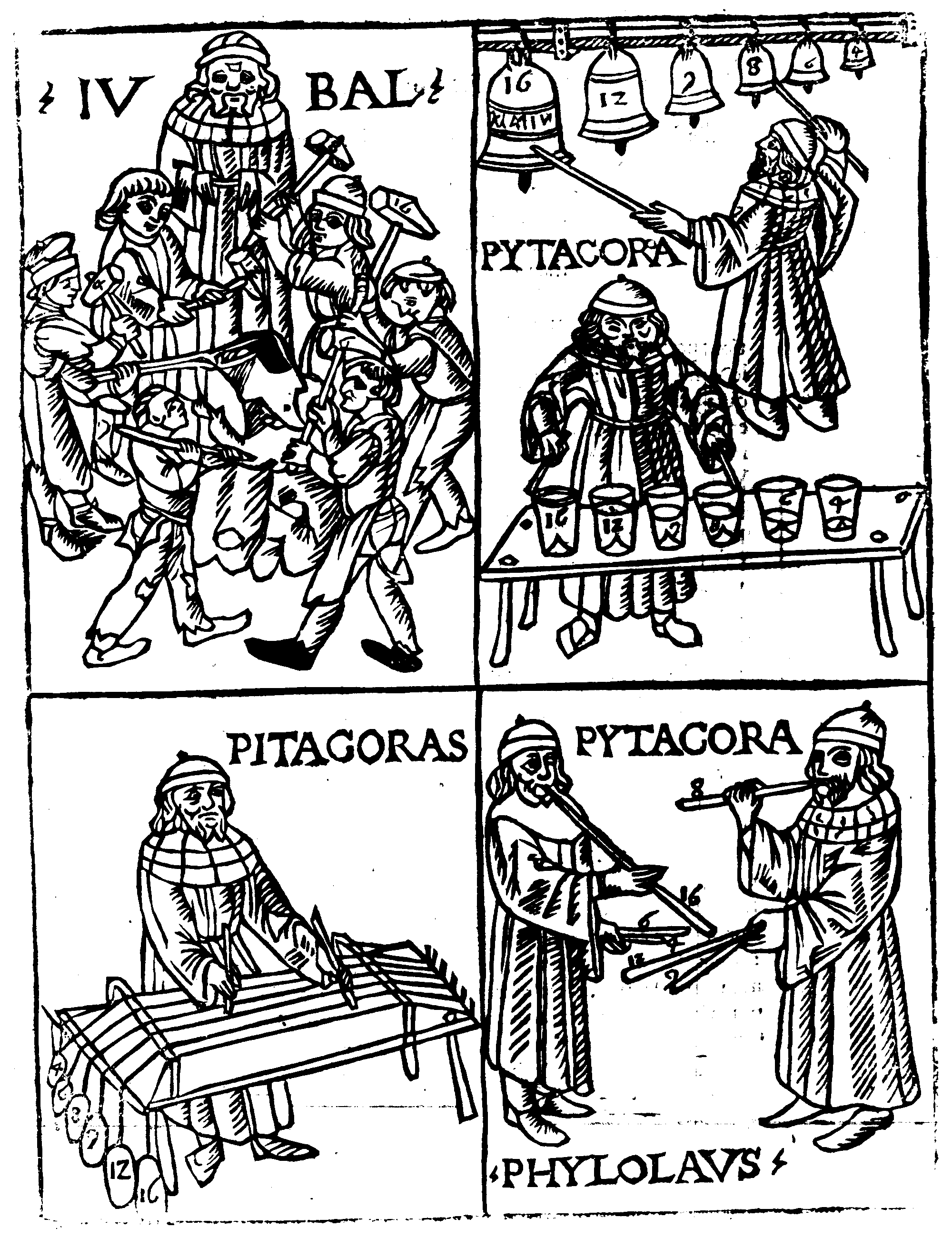
Xilografía que muestra a Pitágoras con campanas, una especie de armónica de cristal, un monocordio y tubos (¿órgano?) en afinación pitagórica. De Theorica musicae de Franchino Gaffurio, 1492

Participó y desarrolló la cosmología pitagórica entendiendo un universo regular, predecible y aritmético en el cual giran planetas y astros. Entre ellos aparece la Tierra, que gira en una órbita circular, por lo que aparece dotado de movimiento, a diferencia de los universos de los jonios. Además, explicó el movimiento diurno de la Tierra basándose en el giro en torno a un punto central fijo en el espacio.
Para Filolao el cosmos está formado por un fuego central, llamado Hestia, y nueve cuerpos que giran a su alrededor: Antichton, la Tierra, la Luna, el Sol (esfera de cristal que refleja el fuego central), los cinco planetas observables y la esfera de las estrellas fijas (o sea, la bóveda celeste que engloba los astros anteriores).

Contempla una tríada de sustancias: Limitante, No Limitado y Armonía. Se puede apreciar en el siguiente fragmento:
"Así es con la Naturaleza y la Armonía: El Ser de las cosas es eterno, y la Naturaleza misma requiere inteligencia divina y no humana; además, sería imposible que cualquier cosa existente fuera siquiera reconocida por nosotros si no existiera el Ser básico de las cosas de las que se compone el universo, es decir, tanto el Limitante como el No Limitado. Pero dado que estos Elementos existen como diferentes y no relacionados, sería claramente imposible que se creara un universo con ellos a menos que se agregara armonía [y] de qué manera esta armonía llegó a existir. Ahora bien, las cosas que eran parecidas y relacionadas no necesitaban armonía; pero las cosas que eran desemejantes, no relacionadas y desigualmente dispuestas están necesariamente unidas por tal armonía, a través de la cual están destinadas a perdurar en el universo." 

## Obra

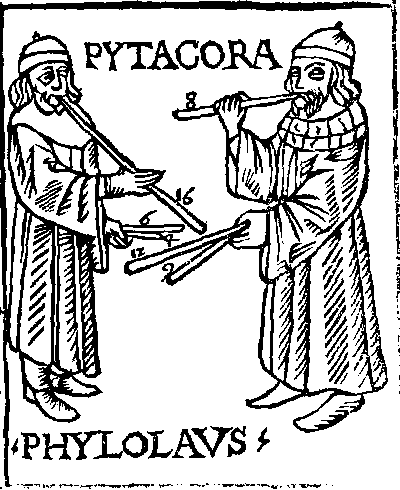
Pitágoras y Filolao experimentando con flautas musicales. De Theorica musicae de Franchino Gaffurio, 1492 (¿1480?)

Diogenes Laercio reproduce, sin darla por auténtica o falsa, la versión contemporánea de que Filolao habría sido autor de un libro titulado Sobre la naturaleza, que Platón habría comprado a sus descendientes por una importante cantidad de plata (40 minas alejandrinas) o recibido de un discípulo pitagórico al que habría ayudado cuando era perseguido por la justicia, para luego usar el texto como inspiración, fuente o molde de copia para su propia obra Timeo.
En otro pasaje Diógenes habla no de uno sino de tres libros. Al respecto, el erudito Charles Peter Manson señala que el primer libro habría tratado sobre el Universo; el segundo sobre la naturaleza de los números, fuente de la esencia de las cosas de acuerdo a las ideas pitagóricas. El mismo Diógenes cita a Demetrio de Magnesia, que en su obra Colombroños habría señalado que Filolao fue el primer pitagórico en publicar el cuerpo de dogmas del grupo, bajo la sentencia: "La naturaleza en el mundo está coligadamente compuesta de finitos e infinitos, igualmente que el universo y cuanto en él se contiene".
Los fragmentos transmitidos de su obra fueron recopilados y explicados por August Boeckh en su obra Philolaos des Pythagoreers Lehren, nebst den Bruchstücken seines Werkes (1819).

## Eponimia
- El cráter lunar Philolaus lleva este nombre en su memoria.[7]